# Onomichi
Onomichi (jap. 尾道市 Onomichi-shi) – miasto w Japonii, w prefekturze Hiroszima. Leży na wyspie Honsiu (Honshū), w regionie Chūgoku.

## Położenie
Miasto leży w południowej części prefektury nad Morzem Wewnętrznym, graniczy z miastami:
- Mihara
- Fukuyama
- Fuchū

## Gospodarka
W mieście rozwinął się przemysł maszynowy, włókienniczy, stoczniowy, chemiczny oraz spożywczy.

## Historia
Miasto powstało 1 kwietnia 1898 roku:
- 1168 – otwarto port, który przez następne 500 lat był głównym centrum handlu ryżem dla zagranicznych kupców;
- 1898 – miasteczko Onomichi z powiatu Mitsugi drugim miastem w prefekturze Hiroshima;
- 1937 – do miasta przyłączono miasteczko Kurihara i wieś Yoshiwa, oba z powiatu Mitsugi;
- 1939 – przyłączono wieś Sanba z powiatu Numakuma;
- 1951 – przyłączono wieś Fukada z powiatu Mitsugi;
- 1954 – przyłączono trzy wsie z powiatu Mitsugi;
- 1955 – przyłączono trzy wsie z powiatu Numakuma;
- 1957 – przyłączono wieś Urasaki z powiatu Numakuma;
- 1970 – przyłączono miasteczko Mukaihigashi z powiatu Mitsugi;
- 28 marca 2005 – przyłączono miasteczka Mitsugi i Mukaishima z powiatu Mitsugi;
- 10 stycznia 2006 – przyłączono miasto Innoshima i miasteczko Setoda z powiatu Toyota.

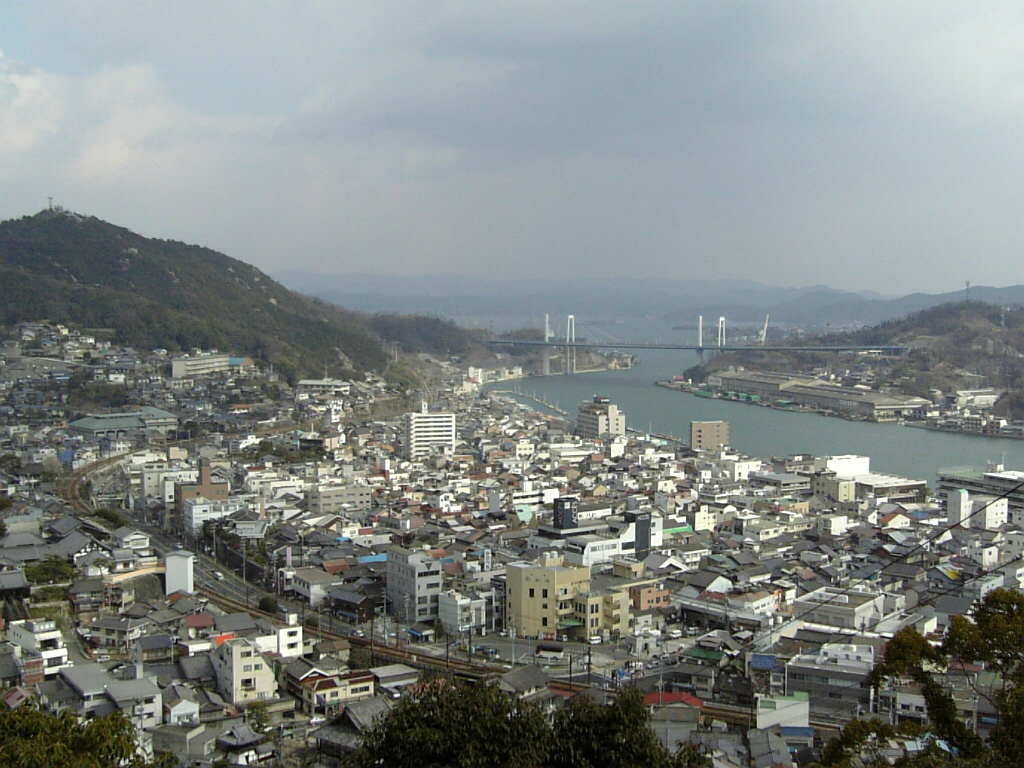
Widok na miasto z wysokości świątyni Senkō (Senkō-ji)

## Miasta partnerskie
- Francja: Honfleur
- Chiny: Chongqing